# La Bastida (Cornellà del Terri)
La Bastida és una obra de Cornellà del Terri (Pla de l'Estany) inclosa a l'Inventari del Patrimoni Arquitectònic de Catalunya.

## Descripció
Antiga casa fortificada, amb pati interior, i diversos cossos afegits al llarg del temps. Es desenvolupa en planta baixa i pati, pis i golfes. El cos principal és estructurat interiorment en tres crugies perpendiculars a la façana est, on hi ha adossada, també a la façana nord una crugia estreta ocupada per una galeria. La crugia central és ocupada per l'accés, el pati interior i l'oratori.
El portal d'entrada és emmarcat amb carreus i llinda de pedra d'una sola peça, els brancals esculturats en estil barroc presenten unes volutes que descansen sobre grapes de lleó. En el petit pati hi ha una cisterna amb brocal de pedra picada (segle xvi) i una escala també de pedra (segle xviii) que condueix a l'antic oratori amb restes de pintura. El segon tram d'escala porta a una sala central coberta amb volta de quatre punts, és l'avantcambra de diferents sales. A la façana sud destaca una sala rectangular amb restes de pintura a les parets d'influència oriental i el sostre amb cairats emmotllurats.

## Història
El llinatge Bastida té el seu origen en aquest casal fortificat. Es tenen notícies d'aquest nom l'any 1314, en que Ramon Bastida va declarar en la visita del bisbe Guillem de Vilamarí. Més endavant la casa va pertànyer al llinatge Bret.
A la Guerra Civil Catalana (1462-1472), fou detingut en aquesta casa l'abat de Banyoles Francesc de Xetmar i de Juià, l'any 1463, el qual fou alliberat més endavant mitjançant rescat.
Posteriorment l'edifici és utilitzat com a casa de pagès, la majoria de cambres són abandonades o utilitzades com a magatzem. En els últims temps ha estat molt reformada, havent canviat força la seva imatge inicial. En l'angle nord-oest hi ha restes de l'antiga torre de l'homenatge, bisellada i coberta amb una teulada simètrica a la resta de l'edifici.
A la façana est hi ha un escut nobiliari amb dos bastons.